# Samsø Rederi
Samsø Rederi er et rederi, der siden oktober 2014 har varetaget driften af færgeruten mellem Hov i Jylland og Sælvig på Samsø.
Rederiet er ejet af Samsø kommune. 
I Polen bestilte rederiet en ny dobbeltenderfærge (M/F Samsø) med plads til 600 passagerer og 160 personbiler til at besejle ruten. Efter planen skulle den have været klar til indsættelse i november 2014 
Da den ikke var klar som aftalt, chartrede man i stedet Læsøfærgens M/F Ane Læsø (tidligere M/S Vesborg) til overfarten. Hun sejlede på ruten frem til starten af marts 2015 hvorefter M/F Samsø tog over, derved blev overfartstiden ca 60 minutter.
D.18/3 påsejlede M/F Samsø færgelejet i Sælvig hvorved der opstod store skader på både skib og færgeleje. 
Mens skaderne blev udbedret charterede man igen Ane Læsø som startede sejlads allerede dagen efter uheldet. 
Grundet de store skader på færgelejet i Sælvig flyttede man midlertidig til Koldby Kås hvor det gamle færgeleje blev taget i brug igen.